# 串珠眼蝶屬
串珠眼蝶屬（學名：Enodia）是眼蝶亞科眼蝶族黛眼蝶亞族中的一個屬。物種分佈於北美洲。曾長時間歸入黛眼蝶屬並視作一個亞屬。

## 物種
- 串珠眼蝶 Enodia portlandia
- 淡色串珠眼蝶 Enodia anthedon
- 尖角串珠眼蝶 Enodia creola